# Libyerkrieg (Merenptah)
Der Libyerkrieg im 5. Regierungsjahr des Pharao Merenptah fand 1208 v. Chr. statt und beschreibt den Kampf gegen in das Nildelta vordringende libysche Stämme und ihre Verbündeten. Sie ist nach der Schlacht bei Kadesch eine weitere entscheidende kriegerische Auseinandersetzung, in der es um die Existenz Ägyptens ging. Die Anzahl der Toten übertrifft bei weitem vorherige ägyptische Kämpfe. Angaben zu Toten auf ägyptischer Seite liegen nicht vor, doch kann auf Grund der Truppenstärke und den Verlusten der Angreifer von einigen Tausend ausgegangen werden. Insgesamt forderte die Schlacht wahrscheinlich 12.000 bis 14.000 Tote.

## Vor der Schlacht
Schon in den vorherigen Epochen wurden von libyscher Seite immer wieder Versuche unternommen, Teile von Ägypten zu erobern bzw. zu plündern. Zumeist waren auch die Tjemehu und Tjehenu an den Angriffen beteiligt; zwei Stämme aus der libyschen Wüste, die schon seit dem Alten Reich bei kriegerischen Auseinandersetzungen mit Ägypten erwähnt werden. Die genaue geografische Lage der beiden Stämme konnte bis heute jedoch nicht ermittelt werden. Die Meschwesch tauchen dagegen in ägyptischen Schriften erst seit der 19. Dynastie auf.
Der ägyptische Pharao Merenptah hatte bereits in seinen ersten Regierungsjahren Unruhen im palästinensischen Raum niedergeschlagen. Um weiteren Angriffen vorzubeugen, ergriff er im Vorland von Heliopolis erste Baumaßnahmen für die Errichtung weiterer Festungen.
Bereits 1209 v. Chr. drangen Libysche Verbände bis nach Theben vor, wurden jedoch geschlagen und Gefangene anschließend gepfählt.
Mitte März 1208 v. Chr. erhielt Merenptah während seiner Bautätigkeiten im Ostdelta die Nachricht, dass an der Westdeltagrenze Angriffe auf Ägypten erfolgten. Der libysche Fürst Meria hatte offensichtlich die Baumaßnahmen im Ostdelta verfolgt und länger andauernde Vorbereitungen des Angriffs abgeschlossen. Erstmals bediente er sich einer Allianz der Seevölker; der Charakter der vorherigen kleineren Raubzüge wandelte sich in diesem Fall zum ersten Eroberungskrieg, der von libyschem Boden ausging. 
Das stärkste Kontingent der Verbündeten stellten die Eqweš/Aqi-waša (eventuell mit Aḫḫijawa zu verbinden), gefolgt von den Turiša (zuweilen mit den Tyrsener in Verbindung gebracht), Šekeleš und den Šardana/Scherden. Die Luka, deren Gleichsetzung mit den Bewohnern der Lukka-Länder im westlichen Südkleinasien als ziemlich sicher gilt, boten die geringste Zahl an Soldaten auf. Die Libyer selbst hatten alle kampffähigen Männer in die Schlacht berufen; zusätzlich folgten die verbündeten Stämme.

## Der Schlachtverlauf
Nach Erhalt der Angriffsnachricht mobilisierte Merenptah umgehend die ägyptischen Truppen, wozu er ca. vierzehn Tage benötigte. In einem Traum, unmittelbar vor Beginn der Schlacht, überreichte Ptah ihm symbolisch das Chepesch-Schwert. 
Am 3. Epiphi (29. März 1208 v. Chr.) erreichten die Truppen von Merenptah das Westdelta bei Per Irer (Pr-jr, vermutlich eine Variante für pr-jjt, Letopolis). Die Schlacht wurde in kürzester Zeit entschieden; nach nur sechs Stunden wurden die Kampfhandlungen beendet und Merenptah ging als Sieger aus der Auseinandersetzung hervor.

### Berichtsauszug von Merenptah
Nach Merenptahs Sieg wurden mehrere Reliefs in Karnak erstellt, auf welchen der Sieg stolz verkündet wird:
Am 3. Tag des 3. Monats Schemu wurde das Unwetter über Kemet verjagt und Aton erstrahlte wieder über Ta Meri (Geliebtes Land). Die verschlossenen Tore wurden geöffnet und das Volk konnte wieder atmen. Der elende Fürst aus Libyen floh in der Nacht ohne Kopfschmuck, ohne Frauen und ohne Familie. Ihre Zeltlager brannten zu Asche nieder. Nun sagt jeder zu Libyen „Na Libyen, wie lebt es sich jetzt? Immer noch angenehm?“ Töricht und dumm ist der, der es wagt, gegen Kemet zu kämpfen. Seine Angreifer sind nun als Gefangene in meiner Hand. Nun ist Ta Meri Herr über Libyen. Jeder sitzt gerne an der Seite des Starken und im Land gehen alle singend umher. Kein Klagegeschrei und die zerstörten Orte werden wieder aufgebaut. Merenptah ist der Retter des Volkes.

## Nach der Schlacht
Erfolgten bei Ramses II. noch einzelne unkoordinierte Angriffe einzelner Seevölker, so bildete diese Schlacht den Auftakt zu weiteren Schlachten in den nächsten Jahren. In unregelmäßigen Abständen traten Libyer, einzelne Stämme oder Länder der Seevölker immer wieder in Kampfhandlungen ein, bis unter Ramses III. die nächste größere Schlacht erfolgen sollte.